# Klaus Reisinger (Maler)
Klaus Reisinger (* 10. Februar 1939 in Wien) ist ein österreichischer Maler und Grafiker.

## Leben und Wirken
1941 übersiedelte Klaus Reisinger mit seinen Eltern nach Graz. Dort besuchte er von 1957 bis 1958 die Kunstgewerbeschule Graz, wo er unter anderem von dem Maler Richard Winkler unterrichtet wurde. Er absolvierte von 1959 bis 1963 die Kunstschule der Stadt Linz, wo Alfons Ortner zu seinen Lehrern zählte. 
Seine freiberufliche Tätigkeit begann er 1965. Bis 1977 gehörte er der Sezession Graz an und ist seit 1969 Mitglied der Künstlervereinigung MAERZ. 1977 war er Gründungsmitglied und von 1982 bis 1989 Präsident der Künstlergruppe 77 Graz. 1984 wurde er Mitglied des Forum Stadtpark Graz, und 1985 errichtete er in Graz sein eigenes Atelier.
Reisinger erzielte mit seinen Arbeiten Preise bei nationalen und internationalen Wettbewerben. Seine Werke befinden sich in mehreren öffentlichen österreichischen Galerien bzw. als Kunst im öffentlichen Raum.

## Ausstellungen (Auswahl)
- Neue Arbeiten, Schauspielhaus Graz, 1967
- Neue Bilder, Galerie März, 1968
- Schwarze und weiße Objekte, Sezession Graz im Künstlerhaus Graz, 1970
- Multivisionsobjekte, Forum Stadtpark, Graz, 1984
- Chip-Grafik, Künstlerhaus Graz, 1988
- Forum Linz. Eine Solidaritätsaktion für Helmuth Gsöllpointner, Galerie März, 1984
- Skulpturen und Raumkonzepte – 75 Jahre MAERZ, Künstlervereinigung MAERZ, Museum Franzisko-Carolinum, 1989
- Reminiszenzen an Rot – Aspekte einer Farbe, Steirisches Feuerwehrmuseum, 2015